# 環吻拟犁头鳐
環吻擬犁頭鰩（學名：Pseudobatos productus），又稱環吻琵琶鱝，為軟骨魚綱犁頭鰩目犁頭鰩科擬犁頭鰩屬的其中一種，分布於東太平洋美國舊金山至加利福尼亞灣海域，深度1至91公尺，本魚體延長而平扁，吻寬短而呈三角形，眼橢圓形，瞬膜不發達，寬盤的長度大於寬度，背部表面相對光滑，除了眼睛周圍以及沿著背部和尾部延伸的一排刺外，第一背鰭起源於離腹鰭基部較近的位置，而非離尾鰭起源的位置，尾部較粗，尾鰭大小中等，下葉不明顯，體色從橄欖色到沙褐色不等，雌魚體型比雄魚更大，體長可達119公分，體重可達9.8公斤，壽命可達16年，棲息於海灣、海草床、河口、岩礁附近的沙底或泥底上，通常單獨或成群活動，為底棲性魚類，肉食性，以甲殼類、貝類、硬骨魚等為食，當捕獵時，該物種會用胸鰭將自己埋在沙裡，只留下眼睛觀察海底。當獵物可見時，魚會迅速伏擊並將獵物困在身體下方，使獵物無法動彈，同時用嘴吸力咀嚼和吞食，卵胎生，生活習性不明，可作為食用魚。